# Лимонена киселина
Лимонената киселина (хранителна добавка E330) е слаба органична киселина с емпиричната химична формула C6H8O7. Съдържа се в цитрусовите плодове. Тя е естествен консервант и се използва също за придаване на кисел вкус на храни и напитки. В биохимията е важен посредник в цикъла на Кребс (наричан още „цикъл на лимонената киселина“) и участва в метаболизма на почти всички живи същества. Използва се и като екологичен почистващ препарат и действа като антиоксидант. Намира приложение в медицината, текстилната промишленост и фотографията.

## Наличие в природата
Тъй като всички аеробни организми използват при дишането си цикъла на трикарбоновите киселини (цикъла на Кребс), то лимонената киселина в определена концентрация се съдържа в повечето прокариоти и в почти във всички еукариоти (най-вече в митохондриите). Най-голяма е концентрацията ѝ в редица растения: в ягодите, цитрусовите плодове, листата на иглолистните растения, стеблата и листата на тютюна под формата на съединение с никотина; най-концентрирана е тя в недозрелите лимони, където може да съставлява до 8% от сухото тегло на плода (повече, отколкото в зрелите).

## Свойства

### Физични свойства
При стайна температура лимонената киселина е кристален прах. Тя може да съществува както в безводна форма, така и като монохидрат, който съдържа по една молекула вода на всяка молекула лимонена киселина. Безводната форма кристализира от гореща вода, а монохидратът се образува, когато лимонената киселина кристализира от студена вода. Монохидратът може да се преобразува в безводна форма чрез нагряване над 74 °C.
От химическа гледна точка лимонената киселина има качествата на останалите карбоксилни киселини. Когато се нагрее над 175 °C, тя се разпада, отделяйки въглероден диоксид и вода.

### Химични свойства
Киселинността на лимонената киселина се дължи на трите карбоксилни групи COOH, всяка от които в разтвор може да отдели водороден катион. Ако това стане, се получава цитратен йон. Цитратите са чудесни буфери за регулиране на pH на киселинни разтвори.
Цитратните йони образуват соли, наречени „цитрати“, с много метални йони. Сред тях е важен калциевият цитрат или „кисела сол“, който се използва широко за консервиране и овкусяване на храни. Освен това цитратите могат да хелатират металните йони, което ги прави подходящи като консерванти и омекотители на вода (хранителни добавки E330 – Е333).

## История
Откриването на лимонената киселина се приписва на иранския алхимик от 8 век Джабир ибн Хаян. Средновековните учени в Европа забелязвали киселинната природа на лимоновия сок. Такова знание е записано в енциклопедията „Спекулум Маюс“ („Великото огледало“) от 13 век, съставена от Винсент от Бове. За първи път лимонена киселина е изолирана от шведския химик Карл Вилхелм Шееле, който я кристализирал от лимонов сок. Промишленото производство на лимонена киселина започва през 1860 г. на основата на италианското производство на цитрусови плодове.
През 1893 г. Карл Вемер открива, че хлебният мухъл може да произвежда лимонена киселина от захар. Микробното производство на лимонена киселина обаче не придобива промишлено значение, докато Първата световна война не разстройва износа на цитрусови плодове от Италия. През 1917 г. американският хранителен химик Джеймс Къри открива, че определени разновидности на плесента Aspergillus niger биха могли да бъдат ефективни производители на лимонена киселина, и две години по-късно компанията Пфайзер започва промишлено производство, използвайки тази техника.